# Ємець Ілля Миколайович
Ілля Миколайович Ємець (21 лютого 1956, Воркута, Росія) — український лікар, директор Державної установи «Науково-практичний медичний центр дитячої кардіології та кардіохірургії МОЗ України», кардіохірург, доктор медичних наук, професор кафедри дитячої кардіології та кардіохірургії ім. П. Л. Шупика, заслужений лікар України, член Європейської асоціації хірургії вроджених вад серця. Міністр охорони здоров'я України з 21 грудня 2010 по 17 травня 2011 та з 4 по 30 березня 2020 року. Повний кавалер ордена «За заслуги».

## Біографія
Народився 21 лютого 1956 р. у Воркуті, Росія, в багатодітній українській родині.

### Освіта
- 1979 р. — закінчив Київський медичний інститут, спеціальність — педіатрія
- 1979 — 1985 рр. — проходив клінічну ординатуру за спеціальністю — серцево-судинна хірургія в Інституті серцево-судинної хірургії АМН України
- 1997 р. — захистив кандидатську дисертацію на тему «Паліативна хірургія вроджених вад серця у дітей раннього віку»
- 2002 р. — захистив докторську дисертацію на тему «Хірургічне лікування транспозиції магістральних судин»

### Кар'єра
- З 1992 р. — засновник клубу Rotary International у Києві, в якому очолював медичну гуманітарну програму
- 1993 р. — став засновником і президентом першого Міжнародного добродійного фонду в Україні «Дитяче серце», який сприяє допомозі дітям з вродженими вадами серця в Україні
- 1993 р. — кардіохірург у Children's Hospital (Сідней, Австралія)
- 1994 р. — штатний кардіохірург у Hospital for Sick Children (Торонто, Канада)
- 1996 р. — штатний кардіохірург в Royal Childrens Hospital (Мельбурн, Австралія)
- 1996 р. — керівник відділення дитячої реанімації та кардіохірургії Інституту серцево-судинної хірургії АМН України
- 1998 р. — працював штатним кардіохірургом в Hospital J. Cartier (Париж, Франція)
- 2003 р. — директор Державної установи «Науково-практичний медичний центр дитячої кардіології та кардіохірургії МОЗ України»
- 2006 р. — засновник «Державної програми запобігання та лікування серцево-судинних та судинно-мозкових захворювань на 2006—2010 роки»
- 2010 — 2011 рр. — Міністр охорони здоров'я України
- Березень 2020 р. — Міністр охорони здоров'я України

Член тимчасової робочої групи з питань реформування системи охорони здоров'я.

## Досягнення
- Ілля Ємець з 1992 року першим в Україні і на пострадянському просторі почав успішно оперувати немовлят зі складними вадами серця, впроваджувати в практику пластичні операції на клапанах серця у дітей раннього віку (без використання штучних матеріалів). Вперше в світі впровадив хірургічне лікування пренатально діагностованих складних вроджених вад серця у перші години життя у новонароджених із застосуванням аутологічної пуповинної крові замість донорської. Створив в Україні школу кардіології та кардіохірургії новонароджених. Є автором понад 250 наукових робіт.

## Державні нагороди
- Орден «За заслуги» I ст. (22 січня 2016) — за значний особистий внесок у державне будівництво, соціально-економічний, науково-технічний, культурно-освітній розвиток Української держави, справу консолідації українського суспільства, багаторічну сумлінну працю[5][6]
- Орден «За заслуги» II ст. (21 квітня 2012) — за вагомий особистий внесок у розвиток вітчизняної системи охорони здоров'я, впровадження новітніх методів лікування, багаторічну плідну працю та високий професіоналізм[7]
- Орден «За заслуги» III ст. (15 червня 2006) — за вагомий особистий внесок у розвиток охорони здоров'я, впровадження сучасних методів діагностики і лікування, високий професіоналізм та з нагоди Дня медичного працівника[8]
- Заслужений лікар України (26 листопада 1993) — за активне впровадження сучасних методів діагностики і лікування, високу професійну майстерність[9]
- Почесний громадянин міста Києва (25 травня 2017) — за визначні особисті заслуги у розвитку охорони здоров'я, багаторічну плідну наукову та громадську діяльність[10]
- Державна премія України в галузі науки і техніки за 2017 рік (19 травня 2018 року) — за роботу «Хірургічне лікування патології грудної аорти»[11]
- Національна премія «Гордість країни 2009» у номінації «Сенсація року» — за світовий винахід у кардіохірургії (за застосування пуповинної крові замість донорської для операції на серці новонародженого)[12]

## Критика
На засіданні комітету ВРУ з питань охорони здоров'я повідомив, що від коронавірусу «помруть всі пенсіонери».
Обурення в соцмережах викликав вислів міністра в одній з телепередач, де він закликав не виділяти кошти на лікування чоловіків, старше 65 років, назвавши їх трупами.
Звинувачувався у тому, що затягував купівлю ліків і на захист лікарів під час епідемії. Так, уряд ще 19 лютого (коли в Україні ще не було хворих на коронавірус) виділив на це 67 млн гривень, але договір про купівлю було підписано із міжнародною організацією Crown Agents Україна лише 26 березня. Три тижні договір не підписував Ілля Ємець. Депутатка від фракції "Голос" Олександра Устінова звинувачувала Ємця у тому, що він хотів поставити свого "смотрящого" і нажитися. Поки засобів для лікарів не було, централізовані закупівлі робили за допомогою бізнесменів. На місцях купували, виділяючи гроші із місцевих бюджетів на потреби, які мали задовольнити МОЗ. Арсен Жумаділов, очільник держпідприємства "Медичні закупівлі України", звинуватив Ємця у блокуванні закупівель надважливих ліків у суму на 10 млрд гривень. Жумаділов повідомив, що "смотрящий", якого хотів поставити Ємець має судимість. Це підтвердила й Уляна Супрун, колишній міністр МОЗ.